# JD 컬럼
JD 컬럼(JD Cullum, 1966년 3월 1일 ~ )은 미국의 배우이다.
뉴욕에서 태어났다.

## 출연 작품
- 제이슨즈 빅 프라블럼 (2009년) - 의사 바움 역
- 레더헤즈 (2008년)
- 굿나잇 앤 굿럭 (2005년) - 무대 매니저 역
- Luster (2002)
- 61* (2001년)
- 로드사이드 (1992년)
- 사랑 이야기 (1992년)
- 프로비던스 (1991년)
- 행운의 반전 (1990년)
- 영광의 깃발 (1989년) - 헨리 스터기스 러셀 역
- 홈 프론트 (1987년)
- 맨하탄 프로젝트 (1986년)

### 텔레비전
- 스타 트렉: 더 넥스트 제너레이션 (1991)
- 못말리는 번디 가족 (1995)
- 시카고 메디컬 (2000)
- 저징 에이미 (2000-05)
- 뉴욕경찰 24시 (2001)
- 프레이저 (2002)
- 24 (2004)
- 참드 (2006)
- ER (2007)
- 고스트 & 크라임 (2008)
- 위즈 (2008)
- 로앤오더 (2008)
- 라이 투 미 (2008)
- 우리가족 마법사 (2009)
- 매드맨 (2010)
- 본즈 (2014)